# عبد الفتاح مراد
عبد الفتاح مراد كاتب وقانوني مصري وأستاذ في القانون الإداري والقانون الدستوري، ورئيس محكمة الاستئناف العالي بالإسكندرية، وهو عضو بالجمعية المصرية للقانون الجنائي، وعضو بالجمعية المصرية للاقتصاد السياسي والإحصاء والتشريع.
وُلد عبد الفتاح مراد بمدينة الإسكندرية، وتخرج في كلية الحقوق بجامعة الإسكندرية، ثم حصل على درجة الماجستير، ثم حصل على درجة الدكتوراه في القانون العام المقارن من كلية الحقوق بجامعة الإسكندرية بتقدير جيد جداً مع مرتبة الشرف الأولى عن أطروحة له بعنوان «المسئولية التأديبية للقضاة وأعضاء النيابة العامة - دراسة تحليلية وتأصيلية في التشريع الفرنسي والإيطالي والأمريكي والإنجليزي وتشريعات الدول العربية والقانون المصري والشريعة الإسلامية والمواثيق الدولية».

## مسيرته المهنية
التحق عبد الفتاح مراد عقب تخرجه من الجامعة بالعمل في السلك القضائي فعُين معاوناً لنيابة مدينة دمنهور الكلية، وترقى في المراكز القضائية فأصبح مساعداً لوكيل نيابة مدينة دمنهور الكلية، ثم وكيلاً لنيابة مدينة دمنهور الكلية، ثم وكيلا أول لنيابة مدينة دمنهور الكلية، ثم وكيلاً أول لنيابة مدينة بنها الكلية، ثم قاضياً بمحكمة دمنهور الابتدائية، فقاضياً بمحكمة الإسكندرية الابتدائية، ثم رئيساً لنيابة استئناف مدينة طنطا، ورئيساً لنيابة مدينة دمنهور، ورئيساً لنيابة الإسكندرية.
رأس الدكتور عبد الفتاح مراد بعد ذلك عدداً من المحاكم المصرية الابتدائية ومحاكم الاستئناف من بينها محكمة دمنهور الابتدائية، ومحكمة الإسكندرية الابتدائية، ومحكمة الإسكندرية للاستئناف، ومحكمة الاستئناف العالي بالقاهرة، ومحكمة الاستئناف العالي بالإسكندرية، وحكمة الاستئناف العالي ببني سويف، ومحكمة الاستئناف العالي بالمنصورة، ومحكمة الاستئناف العالي بطنطا.

### العمل الأكاديمي
عمِل الدكتور عبد الفتاح مراد أستاذاً محاضراً بكلية الشريعة والقانون بجامعة الأزهر، وبقسم القانون والاقتصاد في عدد من المعاهد المتخصصة منها المعهد العالي للبيئة.

### المحاضرات
ألقى الدكتور عبد الفتاح مراد محاضرات بالمدرسة الوطنية للقضاة بفرنسا حول «المسئولية التأديبية للقضاة وأعضاء النيابة العامة»، كما ألقى العديد من المحاضرات بعدد من الكليات والمعاهد والمراكز العلمية من بينها المعهد العالي لنقابة المحامين بالقاهرة، ومركز الخدمات القانونية بكلية الحقوق بجامعة الإسكندرية، والمركز القومي للدراسات القضائية بالقاهرة، والمركز القومي للبحوث الاجتماعية والجنائية بالقاهرة، ومعهد تدريب القضاة والعاملين بالمحاكم بجمهورية موريتانيا، والمركز الثقافي الأمريكي بالإسكندرية، والمركز الثقافي الفرنسي بالإسكندرية، والمركز الثقافي الإيطالي بالإسكندرية.

### مؤتمرات
شارك الدكتور عبد الفتاح مراد في عدد من المؤتمرات والندوات التي عُقدت داخل مصر وخارجها، ومن أهمها:
- مؤتمر العدالة الأول
- مؤتمر الجمعية المصرية للقانون الجنائي
- مؤتمر الجمعية المصرية للاقتصاد السياسي والإحصاء والتشريع

## أعماله ومؤلفاته
ألف الدكتور عبد الفتاح مراد العديد من المؤلفات والشروحات العلمية في القانون، إلى جانب ترجمة بعض الكتب من العربية إلى الإنجليزية، وفيما يلي عدد من أهم أعماله المؤلفة والمترجمة:

### المؤلفات
- شرح الدستور المصري لسنة 2014 والتشريعات المكملة له
- شرح الدستور المصري لسنة 2012 والتشريعات المكملة له
- شرح الدساتير المصرية والمستويات الدستورية الدولية
- شرح جرائم الرؤساء ومحاكماتهم: صدر عام 2014 وحصل على جائزة مؤسسة الأهرام لأفضل الكتب في عام 2014.
- شرح قوانين المحاكم الاقتصادية: صدر عن نادي القضاة المصري في ثلاثة مجلدات بلغ مجموع عدد صفحاتها 5000 صفحة، ويحتوي الكتاب على شرح تحليلي وتأصيلي مُقارن لقانون المحاكم الاقتصادية المصري الجديد رقم 120/2008.
- شرح قوانين المحاكم الاقتصادية: صدر في ثلاثة مجلدات بلغ إجمالي عدد صفحاتها 4520 صفحة.
- شرح قانون التجارة المصري (دراسة مقارنة): صدر عن نادي القضاة المصري في ثلاثة مجلدات بلغ إجمالي عدد صفحاتها 2976 صفحة.
- موسوعة حقوق الإنسان
- شرح الإرهاب
- الإنتخابات المصرية (دراسة مقارنة): يضم الكتاب شرحاً تفصيلياً مُقارناً للتشريعات المصرية والعربية المتعلقة بالإنتخابات الرئاسية ومباشرة الحقوق السياسية.
- شرح جرائم قانون العقوبات والتشريعات الجنائية الخاصة
- الموسوعة العقارية: وهي موسوعة تقدم شرحاً تفصيلياً لقانون التمويل العقاري والقوانين العقارية في مصر والقوانين العربية ومنازعاتها وتطبيقاتها في المحاكم.
- التعليق على التشريعات المصرية المعدلة طبقاً لأحدث التعديلات
- شرح النظم القانونية والاقتصادية والسياسية في مصر والدول العربية
- موسوعة البُنوك: يقع الكتاب في مجلدين بلغ إجمالي عدد صفحاته 3712 صفحة، ويقدم شرحاً تفصيلياً لقانون البنك المركزي والجهاز المصرفي المصري رقم 88 لسنة 2003، وقانون التجارة رقم 17 لسنة 1999 المعدل بالقانون رقم 158 لسنة 2003 بالمقارنة بالتشريعات السابقة عليه.
- الجمارك والاستيراد والتصدير في مصر والدول العربية
- معجم مصطلحات الجات ومنظمة التجارة العالمية: ويضم شرحاًا لأهم المصطلحات التجارية بالإنجليزية والفرنسية والعربية.
- الموسوعة الكبرى للجات ومنظمة التجارة العالمية: يقع الكتاب في ثلاثة مجلدات.
- المشكلات العملية في قانون العاملين المدنيين بالدولة وحلولها واللائحة التنفيذية: صدر عام 2015.
- قانون قطـاع الأعمال العام: يقدم الكتاب شرحاً تفصيلياً لكل مادة على حدة من مواد القانون والقوانين المكملة له وتطبيقات المحاكم والصيغ والمشكلات العملية المتعلقة به.
- ضريبة المبيعات: يقدم الكتاب شرحاً تفصيلياً لقانون ضريبة المبيعات رقم 11/1991، والمشكلات العملية في تطبيقات المحاكم المختلفة وحلولها.
- شرح التشريعات البحرية
- شرح تشريعات الغش التجاري والصناعي والأغذية
- شرح قوانين الضرائب والمحاسبة والمراجعة القانونية
- موسوعة الشركات
- أحدث أحكام محكمة النقض الجنائية والمدنية
- أحكام المحكمة الدستورية العليا المصرية: ويتضمن الكتاب النصوص الكاملة للأحكام الصادرة عن المحكمة الدستورية منذ نشأتها في عام 1979.
- شرح جرائم التهرب الضريبي
- النيابات والتحقيق الجنائي التطبيقي والفني والتصرف في التحقيق.
- الشيك في مصر والدول العربية.
- اتفاقيات منع التهرب والازدواج الضريبي بين مصر والدول العربية.
- الجديد في النقض الجنائي.
- دعاوى التعويض عن حوادث مركبات النقل السريع والقانون رقم 72/2007 بشأن المسئولية عن حوادث مركبات النقل السريع ولائحته التنفيذية
- قانون محاكم الأسرة والتشريعات المكملة له
- قوانين الصحافة والنشر: يقدم الكتاب شرحاً تفصيلياً لقوانين الصحافة وتطبيقات المحاكم لها.
- قانون إيجار الأماكن غير السكنية والمحلات: يقدم الكتاب شرحاً تفصيلياً للقانون رقم 6 لسنة 1997 المعدل بالقانون 14/2001 طبقا لآراء الفقه وأحدث الأحكام.
- قانون التمويل العقاري رقم 148 لسنة 2001 ومذكرته الإيضاحية
- التعليق على قانون التمويل العقاري رقم 148 لسنة 2001
- الجديد في الملكية الفكرية: يقدم الكتاب شرحاً لقانون الملكية الفكرية ولائحته والتشريعات المكملة.
- التعليق على قانون العمل المصري الجديد رقم 12 لسنة 2003
- التعليق على قانون العمل المصري رقم 12 لسنة 2003 والمعدل بالقانون 180 لسنة 2008.
- التعليق على قانون التأمين الاجتماعي: يقدم الكتاب شرحاً تفصيلياً للقانون رقم 79/1975.
- التعليق على قانون الجمعيات والمؤسسات الأهلية ولائحته التنفيذية
- التعليق على قانون الملكية الفكرية ومذكرته الإيضاحية والقوانين المكملة له
- اتحاد الشاغلين طبقاً لقانون البناء الجديد 119/2008 والتشريعات المكملة له
- التعليق على اتحاد الشاغلين: يقدم الكتاب شرحاً تفصيلياً لقانون البناء رقم 119/2008 طبقا لآراء الفقه وأحدث الأحكام المتعلقه به.
- اتحاد الملاك وملكية الشقق والطبقات طبقاً للقانون المدني وطبقاً للقانون 49/1977 والتشريعات المكملة له.
- شرح دعاوى بيع العقارات في القانون المدني وقانون المرافعات
- التعليق على قوانين الإيجارات في القانون المدني وقوانين إيجار الأماكن المختلفة
- النظام القانوني والقضائي في إسرائيل وفلسطين، ونماذج من تطبيقات المحاكم والمصطلحات المتعلقة بها
- قوانين الرسوم القضائية ورسوم التوثيق والشهر العقاري والسجل العيني والقرارات المكملة لها طبقا لآراء الفقه وأحدث الأحكام
- شرح تشريعات الشهر العقاري: يقدم الكتاب شرحاً تفصيلياً لتشريعات الشهر العقاري طبقا لآراء الفقه وأحدث الأحكام.
- الغَصْبُ في القوانين العربية والشريعة الإسلامية: يقدم الكتاب شرحاً تفصيلياً لجريمة اغتصاب الحقوق والحيازة.
- تشريعات الأحوال الشخصية للمسلمين طبقاً للقانون 1 لسنة 2000
- تشريعات الأحوال الشخصية للمصريين غير المسلمين والأجانب: يقدم الكتاب شرحاً تفصيلياً للنصوص والقوانين والصيغ وأحكام المحاكم وذلك طبقاً للقانون 1/2000.
- صيغ الأحوال الشخصية طبقاً للقانون رقم 1/2000 والتشريعات المكملة له
- دعوى الحبس لدين النفقة في قانون الأحوال الشخصية وقانون العقوبات والتعليمات
- التجارة الإلكترونية والبيع والشراء على شبكة الإنترنت
- مشاكل الاستثمار واقتراحات للحل[3]
- شرح قانون الخدمة المدنية الجديد رقم 81 لسنة 2016: صدر في عام 2016.[4]

### التراجم
- الترجمــة الإنجليزيـة للـدستـور والنصوص العربية المقابلة له: شمل الكتاب الترجمة الإنجليزية الكاملة لمواد الدستور المصري الجديد الصادر سنة 2014 والنصوص العربية المقابلة لها والتعليق عليها بمواد الدساتير السابقة ونموذج لصيغ الطعون بعدم دستورية نص تشريعي أمام المحكمة الدستورية العليا المصرية.[5]

## الجوائز والتكريمات
حظي عبد الفتاح مراد بتكريم العديد من الجهات المحلية والعربية، وحصل على عدة جوائز أدبية من أهمها:
- جائزة مؤسسة الأهرام لأفضل الكتب في عام 2014 عن كتابه «شرح جرائم الرؤساء ومحاكماتهم».

## روابط خارجية
الموقع الرسمي لمؤلفات الدكتور عبد الفتاح مراد